# Castello dei Medici
Castello dei Medici is een spookhuis ingericht als darkride in het Duitse attractiepark Europa-Park en staat in het themagebied Italië. Het omnimovertransportsysteem van de attractie is afkomstig van MACK Rides. De decoratie is deels afkomstig van Heimotion.

## Geschiedenis
De attractie opende in 1982 onder de naam Spukschloss, maar zowel het in- als exterieur zagen er compleet anders uit. Later werd de naam gewijzigd naar Geisterschloss. In zowel 1996 als 2005 is de attractie opnieuw gedecoreerd. In 2016 werden er op diverse punten in de darkride personages uit de 3D-film Happy Family geplaatst. Deze film werd datzelfde jaar in het park geïntroduceerd.
In 2024 sloot de attractie voor een renovatie. Diverse decors werden verwijderd of aangepast, werd de naam gewijzigd van Geisterschloss naar Castello dei Medici en kreeg de attractie een verhaallijn. Castello dei Medici opende 25 juli 2024. Tijdens de renovatie werden een aantal objecten en scenes, die duidelijk gebaseerd waren op de Disney-attractie Haunted Mansion, verwijderd zoals de zingende bustes die het lied Tief aus der Fruft zongen. Ook het mythische wezen gekleed in een gewaad dat bij de entree van de attractie stond en water spuugde naar bezoekers werd verwijderd.

## Opzet

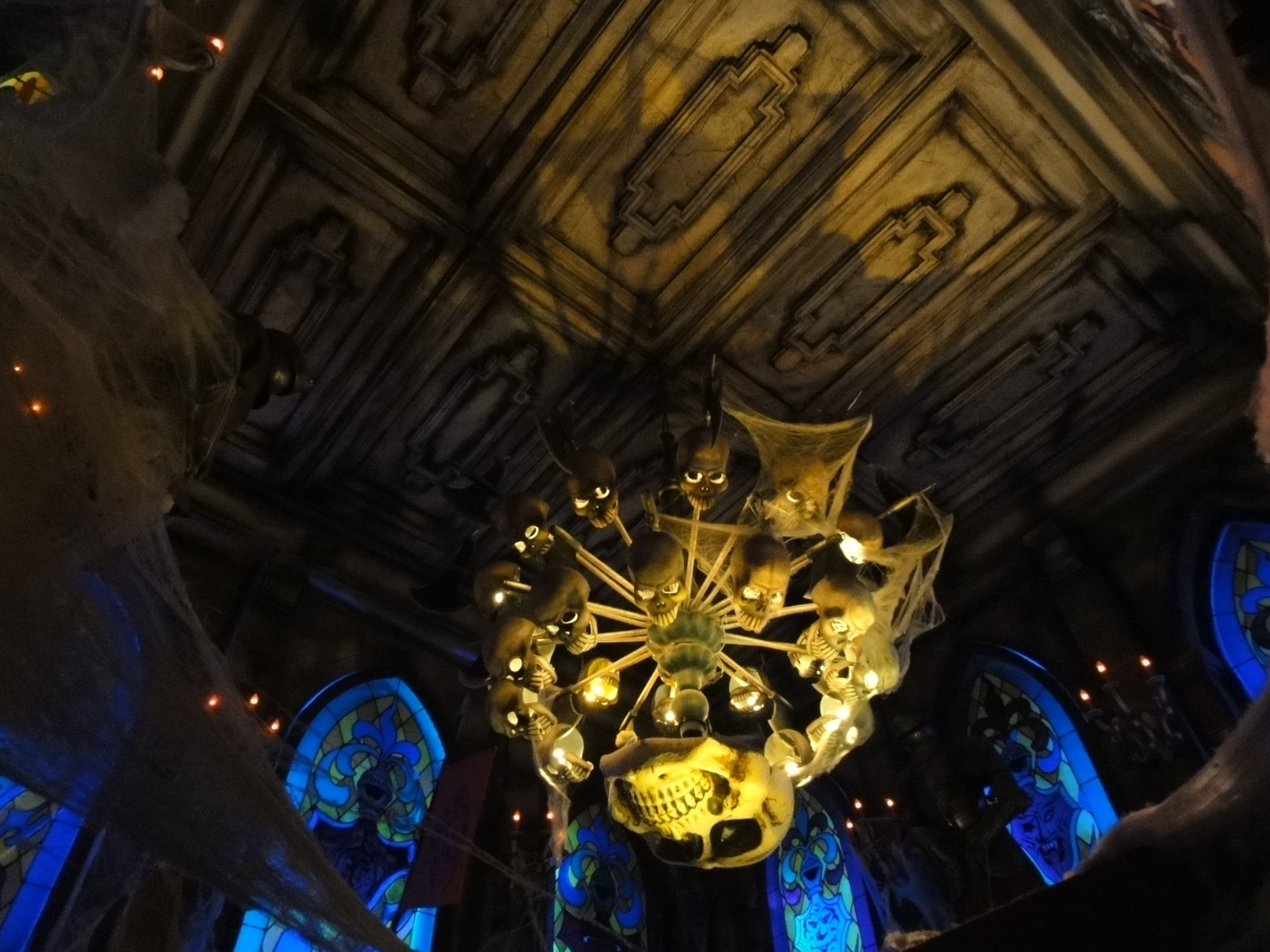
Kroonluchter in de wachtrij.

Bezoekers betreden de attractie via het centrale plein van het themagebied Italië. In de eerste wachtruimte zit de animatronic van een mythisch wezen. Aan de muren hangen diverse portretschilderijen. Hierna volgt een voorshow in een achthoekige ruimte waar het idee gewekt wordt dat de ruimte langer wordt. De ruimte is in werkelijkheid een lift, waardoor dit effect gecreëerd wordt. Het is gebaseerd op de voorshow van de Disney-attractie Haunted Mansion. Aan het eind van de voorshow valt er ene pop aan een touw naar beneden.
De rit zelf wordt afgelegd in doombuggies. Een oneindige rij met voertuigen die 360 graden om hun eigen as kunnen draaien.  De voertuigen rijden langs diverse horrorscenes. De rit eindigt in de souvenirwinkel. 
Lijst van attracties in Europa-Park